# Pantacordis pallida
Pantacordis pallida is een vlinder uit de familie dominomotten (Autostichidae). De wetenschappelijke naam is voor het eerst geldig gepubliceerd in 1876 door Staudinger.
Deze vlinder komt voor in Europa.